# Aglymbus leprieurii
Aglymbus leprieurii är en skalbaggsart som först beskrevs av Aubé 1838.  Aglymbus leprieurii ingår i släktet Aglymbus och familjen dykare. Inga underarter finns listade i Catalogue of Life.